# Міхєєв Сергій Олександрович
Сергій Олександрович Міхєєв (нар. 28 травня 1967, Москва, РРФСР, СРСР) — російський політик, радіо- і телеведучий, пропагандист. Член Центральної ради партії «Справедлива Росія — Патріоти — За правду» з 2021 року. Підтримує путінський режим та війну Росії проти України. Унесений до бази «центру „Миротворець“».

## Життєпис
Після закінчення середньої школи Сергій Міхєєв почав працювати на заводі «Ізолятор». У 1985—1987 роках проходив військову службу в лавах ЗС СРСР. З 1987 по 1994 рік працював у Військово-повітряній інженерній академії імені професора М. Є. Жуковського. У 1997—2000 роках — співробітник Лабораторії регіональної політики МДУ. У 1998—2001 роках — експерт Центру політичної кон'юнктури Росії.
З 1999 року Сергій Міхєєв працював у Центрі політичних технологій, але у результаті співпраця була припинена. За словами президента цієї організації Ігоря Буніна, причиною стали «ідеологічні розбіжності».
1999 року закінчив філософський факультет (відділення політології) МДУ ім. М. В. Ломоносова. Паралельно з навчанням у МДУ співпрацював із низкою політичних організацій, зокрема з Конгресом російських громад.
З травня 2001 року Сергій Міхєєв ведучий-експерт Центру політичних технологій, політичний оглядач сайту «Політком. ру». З квітня 2004 року — керівник Департаменту країн СНД Центру політичних технологій, з квітня 2005 року — заступник генерального директора. З 2010 року — генеральний директор Інституту Каспійського співробітництва. Сайт організації є медіаагрегатором (збирає інформацію різних сайтів, присвячених регіону).

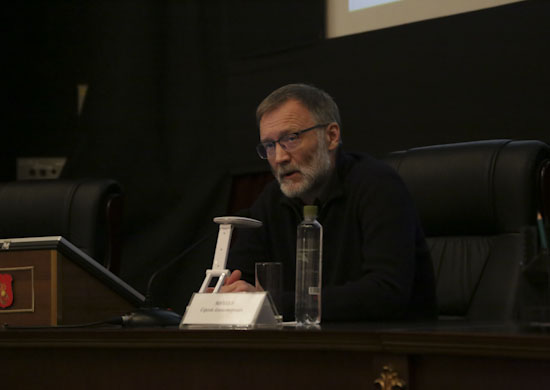
Лекція для особового складу Головного командування Сухопутних військ, 2019 рік

Експерт ІТАР-ТАРС. У 2011—2013 роках працював директором Центру політичної кон'юнктури.
Восени 2014 року оголошено персоною нон-грата (небажаною особою) у Євросоюзі з ініціативи Литви, як він сам стверджує, через позицію щодо Євромайдану в Україні.
Виступає як експерт у суспільно-політичних ток-шоу « Вечір з Володимиром Соловйовим» та «Недільний вечір з Володимиром Соловйовим». В інтерв'ю Борису Корчевнікову у програмі «Доля людини» Володимир Соловйов зарахував до своїх досягнень розкрутку та «запуск на орбіту» Сергія Міхєєва та інших подібних політологів.
З 12 серпня 2016 року працює ведучим передачі «Залізна логіка» на радіо Вести ФМ. Також, він — політичний оглядач телеканалу «Царгород ТБ», а з 3 листопада 2017 року — ведучий програми «Міхеєв. Підсумки». З 21 січня по 2 серпня 2019 року — ведучий авторської програми «Хто проти?» на телеканалі «Росія-1» (у парі з Володимиром Соловйовим).
З лютого 2020 року — член політради партії «За правду» та член Експертної ради партії. 24 червня 2020 року висунутий партією «За правду» на виборах до Рязанської обласної думи VII скликання. Йшов другим номером у партійному списку. Під час зустрічі з виборцями в Рязані відкрито заявив, що у разі перемоги на виборах не має наміру працювати в обласній думі, і що його внесок полягає в інформаційній підтримці партії.
Після реорганізації партії, з 2021 року — член Центральної ради партії «Справедлива Росія — Патріоти — За правду». У тому ж році повідомив про намір брати участь у майбутніх виборах до Державної думи. Глава експертно-консультаційної Ради при Голові Республіки Крим. Очолює наглядову раду інтернет-видання «Октагон. Медіа».

## Критика та скандали
До початку російського вторгнення в Україну Сергія Міхєєва називали пропагандистом низку українських ЗМІ та європейських політологів — наукових джерел, періодично цитуючи його: «Ну якщо ми такі страшні, якщо ми ось-ось нападемо. А за версією Bloomberg вже напали. То, може, виправдаємо їхні дебільні прогнози? Як сказав Сергій Міхєєв, увірвемося з півночі та заходу, рознесемо Київ ядерними ракетами, а на місці випаленої пустелі поставимо 300-метрову статую Путіна. А з очей його світитимуть лазери у бік прекрасних демократій, заражаючи вірусом диктатури, від якого не врятують локдауни та вакцинації».
Сергій Міхєєв поширював дезінформацію, наприклад, заявляючи, що у Брюсселі продають дітей гомосексуалам. Він поширив шість приписуваних політикам сфабрикованих цитат для виправдання втсійського оргнення РоУкраїну.
Журналіст The Insider С. Канєв характеризує Міхєєва як пропагандиста, що в шоу Володимира Соловйова та зазначає, що його куратор — полковник ФСБ Валерій Максимов. Кураторство зазначає і О. Яцик, додаючи, що контролював і офіцер Головного управління Генштабу ЗС РФ В. Чернишов (обидва підпорядковані В. Чернову зі служби зовнішньої розвідки РФ).
Російський пропагандист Сергій Міхєєв 2 червня 2023 року в ефірі запропонував повністю знищити прикордонні українські території. Зокрема, наполягав на тому, що місто Суми має стати так званою «мертвою зоною», в якій взагалі «не повинно залишитися живих людей».
|  | "Чому ми цяцькаємося з тією стороною кордону. Її треба перетворити в мертву зону. Там ніхто не повинен жити. Артилерія, авіація, ракети та інше. Місто Суми як би і все інше, не треба, щоб вони жили спокійно. Ми їх не чіпаємо. Прикордонне місто Суми живе спокійно, а чого живете спокійно", - сказав Сергій Міхєєв. |

## Санкції
У жовтні 2022 року, на тлі російського вторгнення в Україну, був внесений до списків санкцій Канади за «причетність у поширенні російської дезінформації та пропаганди».
19 жовтня 2022 року Сергія Міхєєва внесено до списку санкцій України оскільки «підтримав агресивну війну Росії проти України».
16 грудня 2022 року внесено до списку санкцій Євросоюзу за активну підтримку, реалізацію дій і політики, які підривають або загрожують територіальній цілісності, суверенітету, стабільності та безпеці в Україні. Євросоюз зазначає що Міхєєв у публічних заявах підтримував агресивну війну проти України, насильницьку зміну влади в Україні та ракетні удари по цивільній інфраструктурі України. Також Сергій Міхєєв просував ідеологію «Російського світу» та відкидав легітимність України як суверенної держави. 21 грудня 2022 року, внесений до списку санкцій Швейцарії з аналогічних підстав.

## Особисте життя
Одружений. Троє дітей. Православний християнин.